# Anneliese Leibetseder
Anneliese Leibetseder (1952) è un'ex sciatrice alpina austriaca.

## Biografia
Sciatrice polivalente, la Leibetseder esordì in Coppa del Mondo il 14 gennaio 1971 a Grindelwald in slalom speciale (17ª); nella successiva stagione 1971-1972 in Coppa Europa si piazzò 2ª sia nella classifica generale sia in quella di slalom gigante e 3ª in quella di discesa libera. In Coppa del Mondo ottenne il miglior risultato il 9 dicembre 1972 a Val-d'Isère in slalom speciale (13ª) e lo replicò il 26 gennaio 1973 a Chamonix nella medesima specialità, alla sua ultima gara internazionale; l'ultimo piazzamento della sua carriera fu l'8º posto ottenuto nello slalom speciale dei Campionati austriaci 1973, disputato il 22 febbraio a Lienz. Non prese parte a rassegne olimpiche o iridate.

## Palmarès

### Coppa Europa
- Miglior piazzamento in classifica generale: 2ª nel 1972[1]

### Campionati austriaci
- 2 medaglie:
  -  1 argento (slalom gigante nel 1972)
  -  1 bronzo (slalom gigante nel 1971)[senza fonte]